# Sascha Weidner
Weidner Sascha (Georgsmarienhütte, 1974. augusztus 1. – Norden, 2015. április 9.) német fényképész és képzőművész, aki Belmben és Berlinben élt és dolgozott. Weiden művei egy radikálisan szubjektív képvilágot teremtenek. Felvételei az átérzés, vágyódás és a tudatalatti képvilágát jelenítik meg. Művészete nemzetközi kiállítások és publikációk keretében vált ismertté.

## Életút
Már fiatalon érdekelte a művészet, a festészettel aktívan foglalkozott. 1992-93-ban az USA-ban, Solon/Ohioban töltött egy évet. 1995-ben Osnabrückben a Graf-Staufenberg-Gimnáziumban érettségizett. Képzőművészeti és vizuális kommunikáció tanulmányait egy tiszteletbeli diplomával zárta. Ezt követően 2004-ben a képzőművészet-fényképészet szakán volt mesterhallgató Dörte Eißfeldnél. Tanulmányai után Belmben és Berlinben dolgozott szabadfoglalkozású képzőművészként.
Weidner Sascha képei reflektálják utazásait, melyek részben különböző külföldre vezető munkaösztöndíjak keretében jöttek létre. 2004-ben és 2006-ban a Deutsch Akademische Austauschdienst tette lehetővé, hogy több hónapot Los Angelesben tölthessen. 2003-banJapánban a Goethe-Intézet ösztöndíjasa volt Kyoto-ban, a Villa Kamogawa-ban és 2014-ben Kínában, a pekingi Three Shadows Photography Art Centre-ben.
2010 decemberében Weidner Sascha a Staatliche Akademie der Bildenden Künste Stuttgart művészi fényképészet docense volt. 2012-ben a Deutsche Fotografische Akademia vette fel tagjai közé.
Weidner Sascha 2015. április 9-én szívroham következtében váratlanul elhunyt.
Munkásságáért több kitüntetésben részesült. 2011-ben megkapta az Alison & Peter Klein Stiftung fotóművészeti alapítvány díját, 2010-ben az Akademie der Künste Fiatal Művészet díját a Film- és Médiumművészet Berlin kategóriában.
Weidner Sascha műveit egyedi és közös kiállítások keretében ismerhette meg a hazai és nemzetközi publikum.

## Művei
Weidner Sascha önmagát, mint „romantikus érzelmű utazót“ jellemezte, műveit pedig mint nagymértékben szubjektív alkotásokat. A fényképészet mint médium nyújtotta számára a művészeti megnyilatkozás lehetőségét. A képekben tudta a külvilágot a saját belső képvilágával összefonni. A többnyire biografikus foto-expedíciók keretében alkotott képesszé sorozatok az emberi létezés alapvető kérdéseit tematizálják.
A több mint egy évtizedes munkássága alatt létrejött egy újra és újra átrendeződő képtár, amelyben, a fényképész szavával élve “minden fontos: kultúra, katasztrófák, klisék, banalitások, politika“. Weidner Sascha ehhez egy olyan fundusból merített, amelyben családi felvételek, saját munkák éppenúgy megtalálhatók, mint talált, a tömegmédiából vagy a művészettörténetből kölcsönzött képösszeállítások. Itt összefolyik a határ az autentitás és az átrendezett valóság között annak érdekében, hogy a művész a valóság sokszor irreális, vagy egyben szuggesztív légkörét kiemelje.
Motívumai éppúgy, mint a művei és kiállításai címe biográfiai referenciák, és megélt metaforákra utalnak. Például: „ Amíg nem fáj“, „The presence of absence“, Sehol sem maradni“, … Weidner Sascha. képkánonja a fiatal nemzedék életérzésén alapul. Annak a generációnak az érzésvilágáról, vágyairól és álmairól mesél, amely a fiatalságát a 80-as, 90-es és 2000-es években élte meg.
Ezért aktuális ma is Weidner Sascha megközelítése az akkori időkre. Művészeti eszközeivel egyben bemutatja a valóságos és képzelt helyeket is.
Lényegében Weidner Sascha a világról alkotott alapfelfogása archaikus és melankolikus. Képrendszere alapmintája visszavezet elemi létkérdésekre és ellentétekre, mint az élet és a halál, szépség és mulandóság, valamint a származás, identitás és önrendelkezés kérdésére. Ebben az értelemben Weidner Sascha nem csak a saját életvilágából merített, hanem a nagybetűs Életről mesélt.
Weidner Sascha egyes installációi mindig újonnan megnyíló élményterekre hasonlítottak, amelyek gyakran a médium és a szemlélő kölcsönhatásán alapultak. A kép és szöveg együttesen lehetővé tették a képanyag továbbgondolását, változó összeállításuk újabb konstellációkat eredményezett. A módszert és motivációt illetően Weidner Sascha autentikusan és nyíltan Nan Goldin, Larry Clark és Juergen Teller hagyományát vállalta és követte. Képfelfogásában, kompozíciójában és árnyalt színeiben a japán fotóművésznő, Rinko Kawauchi-ra emlékeztet.